# 橘賢一
橘 賢一（たちばな けんいち、1977年 - ）は、日本の漫画家。男性。埼玉県出身。

## 来歴
- 埼玉大学出身。
- 2003年、25歳の時にヤングジャンプ月例第6回MANGAグランプリにて「ぽっちゃりマニアックス」が奨励賞と期待賞を受賞。
- 同年、第26回MANGAグランプリにて「親バカストレート」が奨励賞を受賞。
- 同年、第30回MANGAグランプリにて「オレの友達は赤いヤツ」が月間ベスト賞と佳作を受賞。
- 2004年、『ヤングジャンプ増刊 漫革』39号に「オレの友達は赤いヤツ」が掲載される。
- 2007年、『週刊ヤングジャンプ』30号から「ラッキーセブンスター」を連載開始する。
- 2012年、テラフォーマーズで「このマンガがすごい!2013年版」オトコ編1位を受賞。

## 作品リスト

### 連載
- ラッキーセブンスター（『週刊ヤングジャンプ』2007年30号 - 2008年12号、全3巻）
- テラフォーマーズ[2]（原作：貴家悠、『ミラクルジャンプ』2011年1号 - 6号 → 『週刊ヤングジャンプ』2012年22･23合併号 - 連載中、既刊23巻）
- GIGANTIS-ジャイガンティス-（原作：小森陽一、構成：山本隆之、『グランドジャンプ』2021年17号[3] - 2023年15号[4]、全5巻）

### 読切・短編
- オレの友達は赤いヤツ（『ヤングジャンプ増刊 漫革』2004年Vol.39）
- スリーセブンハニー（『ヤングジャンプ増刊 漫革』2005年Vol.45）
- 華のバクチ組!!（『ヤングジャンプ増刊 漫太郎』、2006年）
- シャワーカーテン（『週刊ヤングジャンプ』2009年41号、原作：加藤寛之）
- VS.（ヴァーサス）-北関東連続幼女誘拐・殺人事件の真実-（『週刊ヤングジャンプ』2009年47号 - 2010年1号、原作：髙野洋、監修：日本テレビ報道局「ACTION」取材班）
- テラフォーマーズ1（『週刊ヤングジャンプ』2011年27号、原作：貴家悠）
- テラフォーマーズ外伝 GREAT DEVOTION CASE1 AKARI（『ミラクルジャンプ』2013年13号、原作：貴家悠）
- テラフォーマーズ外伝 GREAT DEVOTION CASE2 SHONAN（『ミラクルジャンプ』2013年15号、原作：貴家悠）

### その他
- XXX -THE ULTIMATE WORST-（聖飢魔II）のディスクジャケット意匠[5][6][7][8]。